# Národní divadlo v Bělehradě
Národní divadlo v Bělehradě (srbsky: Народно позориште у Београду) je divadlo v srbském hlavním městě Bělehradě, na tamním Náměstí Republiky. Založeno bylo roku 1868. O rok později získalo novorenesanční budovu podle projektu Aleksandara Bugarského, nejproduktivnějšího bělehradského architekta 19. století. Pod střechou Národního divadla působí tři umělecké soubory: opera, balet a činohra. Budova divadla byla roku 1983 prohlášena za národní kulturní památku.

## Dějiny
V roce 1868 vystoupil soubor Srbského národního divadla v Novém Sadu (tehdy byl Novi Sad součástí Rakousko-Uherska) v Bělehradě (tehdejším hlavním městě Srbského knížectví). Kníže Michal Obrenović III., ohromen představením, požádal zakladatele novosadského divadla Jovana Đorđeviće, aby založil podobnou instituci i v Srbsku. Đorđević vyhověl a s polovinou svého novosadského souboru přešel do Bělehradu. První představení, hra Đurađ Branković z pera Karolja Obernjaka, proběhlo 22. listopadu 1868, v provizorních prostorách hostince Kod engleske kraljice (U anglické královny). Pro budovu vybral kníže místo na dnešním náměstí Republiky, tehdy prázdném prostoru, který vznikl poté, co kníže v roce 1866 nařídil demolici Stambolské brány, jedné ze čtyř vstupních bran do Bělehradské pevnosti. Slavnostně otevřena byla nová divadelní budova 12. listopadu 1869. Velké ústavní shromáždění v této budově přijalo ústavu z roku 1888.
V letech 1911-1922 proběhla velká rekonstrukce podle projektu Josifa Bukavace, která dodala budově secesní prvky. Bylo přitom zvětšeno hlediště na 944 míst. Budova divadla byla poškozena během německého bombardování Bělehradu 6. dubna 1941. Znovu byla zasažena během těžkého spojeneckého „velikonočního bombardování“ Bělehradu 16. dubna 1944.
Významné rekonstrukce proběhly v letech 1964-1965 a 1986-1989. V rámci druhé z těchto rekonstrukcí byla přistavěna nová, skleněná budova (tzv. Pracovní budova) směrem k ulici Braće Jugoviće, která zdvojnásobila plochu, již Národní divadlo může využívat. Stará část divadla získala svůj vzhled z roku 1922, čímž byly odstraněny nešťastné zásahy zejména z okupačních 40. let. Během 78 denního bombardování vojsky NATO v roce 1999 bylo divadlo jediným v Bělehradě, které otevřelo své brány veřejnosti. Vstupné činilo pouhý symbolický 1 dinár a hrálo se od 15:00 do 18:00, což byla doba, kdy se nebombardovalo. Světově známý operní dirigent Alberto Zedda později řekl, že Bělehradská opera tehdy napsala "ty nejdůstojnější stránky dějin světové opery".